# Grady Little
Pour les articles homonymes, voir William Little.
Grady Little, né le 30 mars 1950 à Abilene (Texas) aux États-Unis, est un ancien manager américain de baseball de la Ligue majeure de baseball.

## Carrière

### Joueur
Drafté au 12e tour par les Braves d'Atlanta en 1968, Grady Litlle se contenta d'évoluer en ligue mineure comme receveur des clubs affiliés des Braves puis des Yankees de New York. Il arrêta sa carrière de joueur en 1973.

### Manager
Déjà manager-joueur chez les Yankees de West Haven depuis 1971, il reste en poste comme manager de West Haven jusqu'en 1974. Il effectue une pause de 1975 à 1979 puis revient comme manager de ligues mineures au sein de dix clubs différents entre 1980 et 1995 avant d'occuper des postes d'instructeur chez les Padres de San Diego, les Red Sox de Boston et les Indians de Cleveland entre 1996 et 2000.
Il commence sa carrière de manager de ligue majeure en assurant un intérim de 13 matchs en 2000 chez les Indians de Cleveland.  Il mène 8 fois son équipe à la victoire pour 5 défaites durant une absence médicale de Charlie Manuel de 4 au 17 mai 2000.
Il occupe ensuite le poste de manager chez les Red Sox de Boston de 2002 à 2003. Largement critiqué pour avoir laissé trop longtemps son lanceur étoile Pedro Martínez dans le 7e match de la Série de championnat 2003 de la Ligue américaine, que les Red Sox perdent contre leurs ennemis jurés, les Yankees de New York, dans ce qui s'avéra la dernière « manifestation » de la malédiction du Bambino, Little écope après l'élimination du club et est congédié, pour être remplacé par Terry Francona dès 2004.
Little dirige les Dodgers de Los Angeles en 2006 et 2007.
En décembre 2014, il est engagé par les Pirates de Pittsburgh dans un poste de conseiller.